# آتسوشی ماتسوموتو
آتسوشی ماتسوموتو (به ژاپنی: 松本篤史، متولد ۲۴ مارس ۱۹۸۸) کشتی‌گیر آزادکار تیم ملی ژاپن است.
از افتخارات وی می‌توان به کسب  مدال برنز وزن ۹۲ کیلوگرم در مسابقات قهرمانی کشتی جهان ۲۰۱۸ اشاره کرد.

## مسابقات قهرمانی کشتی جهان ۲۰۱۸
ماتسوموتو در وزن ۹۲ کیلوگرم کشتی آزاد مسابقات قهرمانی کشتی جهان ۲۰۱۸ بوداپست حاضر بود که در مسابقه های اول و دوم سردار بوکه از ترکیه و لیوبومیر ساگالیوک از اوکراین را شکست داد اما در نیمه نهایی به ایوان یانکوسکی از بلاروس باخت و به دیدار رده‌بندی رفت. وی در دیدار رده‌بندی لوساندورجیان تورتوگتوخ از مغولستان را شکست داد و مدال برنز وزن ۹۲ کیلوگرم را بدست آورد.